# Ramboll
Cet article possède un paronyme, voir Rambol.
Ramboll Group A/S (danois : Rambøll Gruppen A/S) est un groupe de sociétés de conseil en ingénierie basé à Copenhague au Danemark,.

## Présentation

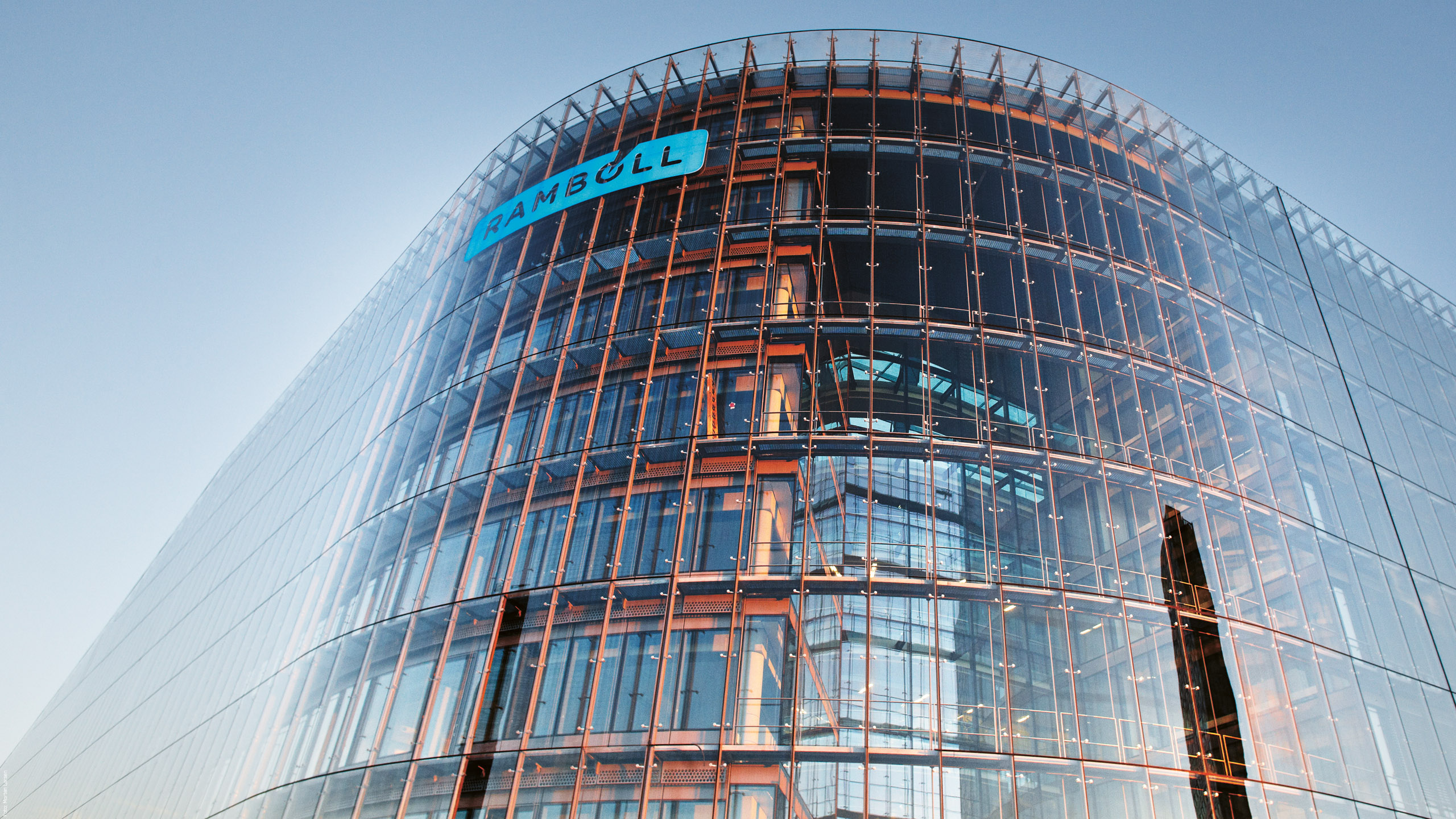
Le siège de Rambøll à Ørestad.

Ramboll est actif dans les domaines de la construction, l'architecture, les transports et les infrastructures de communication, la gestion de la circulation et des transports, la gestion du patrimoine, l'énergie, le conseil en gestion et management.